# 韓国ポリテク7大学
韓国ポリテク7大学（ハングクポリテクななだいがく）は、大韓民国釜山広域市・蔚山広域市・慶尚南道を拠点とするポリテク大学の一つ。

## 構成
- 昌原キャンパス（本部）

旧昌原技能大学・ハンベク昌原職業専門学校。コンピューター応用機械科、コンピューター応用機械設計科、ロボットシステム科、自動化システム科、コンピューター応用金型科、新素材応用科、自動車科、産業設備自動化科、環境化学科、電気科、電子科がある。
- 釜山キャンパス

旧釜山技能大学。コンピューター応用機械科、コンピューター応用金型科、電気計測制御科、電子科、メカトロニクス科、自動車科、情報通信システム科がある。
- 蔚山キャンパス

旧蔚山技能大学。コンピューター応用機械科、自動化システム科、産業設備自動化科、情報通信システム科、新素材応用科、電気科、産業デザイン科がある。
- 居昌キャンパス

旧居昌技能大学。自動車整備・検査科、自動車チューニング科、電気計測制御科、電子科、産業デザイン科がある。
- 東釜山キャンパス

旧ハンドク釜山職業専門学校。コンピューター応用機械科、金型科、産業設備科、電気制御科、電子通信科、自動車科がある。
- 晋州キャンパス

旧晋州職業専門学校。コンピューター応用機械科、生産自動化科、産業設備科、電気制御科、産業デザイン科がある。